# Велика жупа Бараня
Велика жупа Бараня (хорв. Velika župa Baranja) — адміністративно-територіальна одиниця Незалежної Держави Хорватії (НДХ), що існувала з 10 липня 1941 до 1945 року на території Хорватії. Адміністративним центром був Осієк. Назва пов'язана з історичною областю Бараня.
Поділялася на райони, яким режим усташів дав назву «котарські області» (хорв. kotarske oblasti). Котарські області називалися так, як і їхні адміністративні центри. Велика жупа Бараня складалася з таких котарських областей:
- Валпово
- Вировитиця
- Джаково
- Доні-Міхоляц
- Нашиці
- Осієк
- Слатина

Крім того, в окремі адміністративні одиниці було виділено міста Осієк і Вировитицю.
Цивільною адміністрацією у великій жупі керував великий жупан як намісник центральної влади, якого призначав поглавник (вождь) Анте Павелич. Цю посаду з 1941 року обіймав майбутній міністр сільського господарства та харчування НДХ Степан Хефер (хорв. Stjepan Hefer), якого в листопаді 1943 року змінив Іван Асанчаїч (хорв. Ivan Asančaić). У Осієку з 1941 до 1945 року розміщувалися управління з питань колонізації та комісія у справах комасації.
З воєнних причин 14 жовтня 1944 року у великій жупі було оголошено надзвичайний стан, тому цивільну владу замінила військова. Справи цивільного управління перебрав на себе голова цивільної адміністрації, призначений при командувачі цього військового району.